# Lo Sconosciuto (fumetto)
Lo Sconosciuto è una serie a fumetti avventurosa per adulti incentrata sull'omonimo personaggio che venne ideata e realizzata da Magnus dal 1975 al 1996, anno della morte dell'autore.

## Genesi e caratterizzazione del personaggio
“Unknow? È un nome strano… suona come “Sconosciuto”!
“Infatti! …sono in pochi a conoscermi!”»
((Dialogo tra Lo sconosciuto e Eliza Gonçalves))
L'idea dello Sconosciuto nasce nel 1974 mentre Magnus si trovava in vacanza a Tangeri dove incontra un avventuriero europeo dalla cui figura trasse ispirazione. A quell'epoca l'autore si dedicava a disegnare Alan Ford che, dopo una partenza in sordina, era diventato un fenomeno editoriale e di costume. Tuttavia Magnus aveva manifestato una certa insofferenza per le produzioni seriali e cercava un proprio spazio come autore. Il cantautore Francesco Guccini collaborò a definire il personaggio e la sceneggiatura della prima storia (Poche ore all'alba).
Lo Sconosciuto è la prima opera di Magnus pubblicata dopo il divorzio artistico da Max Bunker e, come a siglare il cambio di registro, Magnus aggiunge alla firma, in calce all'ultima tavola della prima storia, un esagramma dell'I Ching col significato de Il viandante.
Il protagonista è un ex mercenario noto come lo Sconosciuto; in una storia viene rivelato in un dialogo fra il protagonista e il comprimario che il suo vero nome è "Unknow" che ricorda il termine inglese "Unknown" (ovvero "sconosciuto"). È un personaggio senza scrupoli del cui passato si sa poco se non che ha commesso alcuni crimini particolarmente efferati; agisce in un mondo contemporaneo a quello del periodo in cui vennero realizzate le storie, gli anni settanta del 900 fra rivoluzioni, attentati e crisi politiche e sociali.
Ha fatto parte della Legione straniera ma la sua vera storia non viene mai svelata, nonostante i ricordi di un tempo tornino spesso a tormentarlo come fantasmi. Si fa spesso ingaggiare per lavori apparentemente tranquilli, quasi da servizio d'ordine, ma finisce irrimediabilmente invischiato in situazioni di pericolo.
Alcuni dei temi che si affacciano nelle storie sono tipici del periodo come i paesi arabi, l'America Latina del narcotraffico, i Caraibi sull'orlo della rivoluzione, il Libano dei fedayn, l'Italia degli scontri tra neofascisti ed estremisti di sinistra, il Marocco del traffico d'armi.

## Storia editoriale
Il primo ciclo di storie è formato da 6 episodi pubblicati come tascabili dall'editoriale Il Vascello tra il 1975 e il 1976. Il fumetto viene editorialmente associato al filone popolare dei "neri" che affollavano le edicole dell'epoca, benché si trattasse di una produzione d'autore e Magnus fosse già diventato molto famoso grazie ad Alan Ford.
Dopo sei anni di silenzio Magnus disegna due brevi episodi pubblicati in un supplemento dei quotidiani Il Resto del Carlino e La Nazione (Il volo del Lac Leman, Una partita impegnativa). Nei due anni successivi (1982-1983) è il mensile di fumetti Orient Express che pubblica un altro breve episodio (La fata dell'improvviso risveglio) e due storie lunghe a puntate (Full-moon in Dendera, L'uomo che uccise Ernesto Che Guevara). I tre episodi brevi verranno successivamente raccolti e riproposti in un volume chiamato Traffici del 1992.
Il ciclo dello Sconosciuto si interrompe fino al 1996 quando Magnus, poco prima di morire, consegna a Comix l'ultima breve storia dello Sconosciuto (Nel frattempo...), dedicata all'amico Bonvi precedentemente scomparso.
Rimane incompiuta l'ultima avventura dello Sconosciuto (Socco Chico) della quale tuttavia rimane il soggetto completo scritto dallo stesso Magnus che, fisicamente provato nel realizzare la sua ultima monumentale opera, un albo gigante di Tex Willer, pensava di affidare per la realizzazione grafica a Massimo Rotundo.
La Sergio Bonelli Editore annuncia nel 2017, in occasione di Lucca Comics & Games, la pubblicazione di una nuova miniserie con protagonista lo Sconosciuto realizzata da Daniele Brolli e Davide Fabbri all'interno dell'etichetta Audace la cui trama incomincia riallacciandosi al finale della storia Nel frattempo...; il primo volume esce nel novembre del 2019 mentre nel 2022 riceve il Premio Coco come  "Miglior Serie, Miniserie o Collana".

## Episodi originali

### Il primo ciclo di storie (1975-1976)
Le sei storie realizzate per i tipi di Edizioni del Vascello/Edifumetto sono tutte autoconclusive, eccezion fatta per il dittico formato da Largo delle Tre Api e Morte a Roma, con la seconda che è la diretta continuazione della prima. Solo lievissimi elementi di continuity le legano fra di loro (come la ferita che Unknow mostra sulla spalla in Largo delle Tre Api, e che si è procurato alla fine del primo albo).

#### Poche ore all’alba
- Prima edizione: Poche ore all’alba, collana Lo Sconosciuto n. 1, luglio 1975, Milano, Edizioni del Vascello.
- Prima edizione in volume: Lo Sconosciuto, collana I protagonisti di Orient Express n. 7, marzo 1985, Milano, L'Isola Trovata.

Marrakech, Marocco. Il caid Youssef M’Barek, trafficante di droga, armi e pietre preziose, ha alcuni problemi che lo tengono occupato: una partita di fucili fatta passare attraverso il deserto è stata intercettata dall'esercito algerino, attirando l'attenzione dei servizi segreti britannici, e come se non bastasse uno dei suoi più fidati uomini, il belga Pierre Duval, è scappato trafugando alcuni diamanti; M’Barek sospetta che potrebbe essere stato proprio quest’ultimo a denunciarlo all'esercito. I suoi sgherri trovano facilmente il belga, e lo uccidono una volta che egli confessa di essere stato a sua volta raggirato: sua moglie, Eliza Gonçalves, gli ha sottratto i preziosi e si è dileguata.
Eliza viene scovata in un fonduk dei bassifondi. Le cose sembrerebbero volgersi al peggio per lei, se non fosse per Unknow: di passaggio nel caffè, in risposta a una provocazione uccide a sangue freddo gli uomini che volevano sequestrarla; trova poi rifugio, assieme alla donna, presso una sua vecchia amica, Fatimah. Finalmente al sicuro, Eliza gli racconta la sua storia, omettendo i particolari compromettenti e fingendosi preoccupata per Duval; chiede quindi allo Sconosciuto di aiutarla a liberare il marito. Costui inizialmente rifiuta, e si convince solo la notte seguente, dopo che scopre il cadavere di Fatimah, massacrata dai sicari di M’Barek.
Unknow si infiltra nella villa del caid, uccide una ad una tutte le sue guardie, e infine si confronta con M’Barek stesso, crivellandolo di proiettili. Mentre sta per lasciare il complesso, Eliza lo raggiunge e lo tiene sotto scacco con una pistola: si dimostra compiaciuta di essere riuscita a mettere prima Pierre e poi lo stesso Sconosciuto contro il caid (era stata lei in realtà a denunciare la partita di armi, a convincere Duval a rubare i diamanti e ad assassinare Fatimah), sbarazzandosi in questo modo degli uni e degli altri, e potendo ora scappare con la refurtiva in tutta tranquillità. Unknow approfitta della sua tracotanza e la uccide con l'inganno; poi scappa, poco prima che le autorità irrompano nella villa.

#### Largo delle Tre ApieMorte a Roma
- Prima edizione: Largo delle Tre Api, collana Lo Sconosciuto n. 2, agosto 1975, Milano, Edizioni del Vascello; e Morte a Roma, collana Lo Sconosciuto n. 3, settembre 1975, Edizioni del Vascello
- Prima edizione in volume: Lo Sconosciuto: Largo delle Tre Api, collana I protagonisti di Orient Express n. 9, luglio 1985, Milano, L'Isola Trovata.

Roma. Un losco Avvocato gestisce in segreto un racket di protezione: dietro compenso i suoi uomini commettono omicidi, eseguono sequestri, e tengono a bada sindacalisti e operai scioperanti. È ambientato in tempi recenti, l'anziano conte Claudio Massimo Quiriti Della Lupa, detto “Momo”, lo ha ingaggiato affinché elimini sua moglie, la giovane e procace principessa Barbara Wellworth Mellow: stufo delle di lei continue (ed esibite) avventure extra-coniugali, non ne può più di essere messo in imbarazzo pubblicamente. Inoltre Carlos Siqueiro, un vescovo antiguano che aderisce alla teologia della liberazione, è giunto a Roma per rendere conto alle autorità vaticane del suo operato: temendo che possa diffondere la dottrina socialista presso gli operai romani, l'Avvocato decide di farlo spiare dai suoi uomini, e in particolare si serve di Unknow.
Questi, dopo gli eventi di Marrakech, si trova in Italia per riposarsi: si imbatte però in un vecchio commilitone con cui aveva combattuto in passato, Schwarz, il quale lavora per l'Avvocato e propone allo Sconosciuto di fare da autista a Siqueiro e di passargli qualche informazione sulle sue attività (senza rivelargli troppi dettagli circa l'identità del vescovo). Con pochi soldi in tasca, il mercenario accetta. La pensione in cui pernotta Unknow, Palazzo Della Lupa e il convento in cui alloggia Siqueiro si affacciano tutti sulla piazzetta di Largo delle Tre Api. 
Ciò che nessuno di loro sa è che Gianni, l'autista di Momo, nonché l'ultimo dei tanti amanti di Barbara, progetta di scappare con la donna – non prima di aver ripulito la cassaforte del suo principale –; e soprattutto che l'ambasciatore di Antigua a Roma ha ingaggiato tre sicari cubani affinché uccidano Siqueiro, personaggio scomodo nel suo Paese natale. L'esperto cecchino del gruppo ha individuato nel balcone di Palazzo Della Lupa il punto perfetto per appostarsi, fare fuoco e scappare, e i tre pensano a come potersi infiltrare nella villa.
Le vicende subiscono un'impennata quando Momo scopre Barbara e Gianni mentre fanno l'amore. Furioso, contatta l'Avvocato affinché l'omicidio abbia luogo quanto prima… con una aggiunta: fa infatti entrare in casa alcuni uomini di Schwarz, affinché violentino e picchino la moglie, mentre Schwarz stesso piazza una carica nell'automobile personale di Barbara. Un improvviso e fortuito black-out permette tuttavia alla donna di liberarsi e di raggiungere Gianni: questi ha ormai scassinato la cassaforte, e decide di scappare immediatamente con lei, prendendo però la macchina di Momo – il quale, in preda all'alcol e alla droga, si addormenta assieme agli stupratori. 
Il giorno dopo, i tre sicari cubani si presentano a Palazzo Della Lupa, travestiti da elettricisti: erano stati loro a causare il black-out, per poter entrare la mattina seguente nell'abitazione con la scusa di riparare l'impianto, e usare invece il balcone. Come previsto la piazza è semideserta, e come previsto Siqueiro si presenta con il suo autista Unknow: tuttavia quest’ultimo si accorge della presenza degli assassini, riesce a spostare dalla traiettoria del cecchino il vescovo, e fa fuoco sui cubani, uccidendone uno. Gli altri due, spaventati, si precipitano fuori dalla residenza, massacrando nel mentre Momo e i violentatori della notte prima, appena risvegliatisi: la loro fuga finisce quando salgono sull'auto di Barbara, che salta in aria. 
Saputo dell'esplosione, Schwarz e l'Avvocato si presentano in Largo delle Tre Api: pensano di trovare come previsto Barbara morta, e assistono invece esterrefatti a una vera e propria scena di macelleria messicana. Unknow, ancora sul luogo e completamente all'oscuro delle macchinazioni dei due, chiede loro spiegazioni: quando questi non gliele forniscono li mette KO, e si impossessa della valigetta dell'Avvocato, piena di denaro. Su un vagone del treno che lo condurrà ad Amsterdam scorge, abbracciati, Gianni e Barbara, che aveva intravisto durante l'avventura romana – della cui reale identità è però all'oscuro.

#### I cinque gioiellieri
- Prima edizione: I cinque gioiellieri, collana Lo Sconosciuto n. 4, ottobre 1975, Milano, Edizioni del Vascello
- Prima edizione in volume: Lo Sconosciuto, collana I protagonisti di Orient Express n. 7, marzo 1985, Milano, L'Isola Trovata.

Mont Saint-Michel, Francia. In una notte tempestosa, cinque gioiellieri di diverse nazionalità cenano all'Hotel de L'Isle. Uno di essi, il tedesco Einbrecher, li ha convocati per raccontar loro una storia: molti anni prima, durante la Seconda guerra mondiale, i nazisti l'avevano ingaggiato personalmente per trasportare un carico di preziose oreficerie medievali; lungo la strada, il camion gli era però stato rubato da un disertore; in seguito a diverse vicende, i partigiani francesi se n’erano impadroniti e avevano deciso, in attesa della fine delle ostilità, di nascondere il carico presso la dimora di una famiglia di Mont Saint-Michel, i Lanclos; tuttavia, la casa era stata distrutta qualche tempo dopo da un incendio, e del tesoro non si era più saputo niente. Grazie alle sue fonti, Einbrecher è venuto a sapere che sopra i ruderi di casa Lanclos era stato costruito, anni dopo, proprio l'hotel in cui i cinque alloggiano: con il loro aiuto e le loro competenze vorrebbe ritrovare i manufatti, fonderli, e piazzarli sul mercato nero. 
Nel frattempo, il viaggio dello Sconosciuto verso i Paesi Bassi si interrompe quando la polizia ferroviaria scopre la valigetta piena di denaro che portava con sé: per evitare di incorrere in guai, Unknow si getta giù dal treno in corsa, abbandonando i soldi. Affamato e stanco, capita per caso all'Hotel de l'Isle, dove si rifocilla ma non può saldare il conto. Il direttore dell'albergo, Erode, uomo rude ma intelligente, lo sfida a fare a pugni: se vincerà, potrà andarsene senza pagare. Non solo, dopo che Unknow lo batte, Erode rispetta il patto, ma gli propone pure, stupito dalle sue capacità, di lavorare per lui: vorrebbe infatti sapere quali sono le intenzioni dei cinque facoltosi che alloggiano presso la sua struttura. 
Unknow non scopre molto; poco importa, dal momento che il giorno seguente Erode stesso riesce a origliare una conversazione dei gioiellieri. Vecchi ricordi riaffiorano: durante la guerra, aveva saputo che i Lanclos custodivano il prezioso carico, li aveva uccisi, aveva bruciato l'abitazione, e ci aveva fatto costruire sopra l'hotel, per poter cercare in tranquillità il tesoro; dopo numerosi tentativi a vuoto aveva rinunciato, e si era quasi dimenticato di quella storia. In preda ai rimorsi e alla rabbia, uccide quasi senza accorgersene la sua amante, la quale se la faceva in segreto con il suo infido maître; non prima di scoprire da lei che quest’ultimo ha ingaggiato alcuni criminali locali per rapinare i cinque gioiellieri, nel corso di quella stessa notte. Nel frattempo, i cinque scoprono dietro al caminetto della sala da pranzo un passaggio segreto che conduce al tesoro nazista.
Con l'aiuto del solo Unknow – l'hotel è deserto –, Erode organizza una resistenza contro i rapinatori: i due riescono ad ucciderli quasi tutti, fino a quando Erode non viene colpito a morte. Nella sala da pranzo si consuma l'ultimo scontro, che lo Sconosciuto risolve lanciando una vecchia granata tedesca sui criminali rimasti, appostati vicino al camino: l'esplosione lo fa saltare in aria, sigillando il passaggio e bloccando dall'altra parte i gioiellieri, che non si erano accorti della sparatoria ed erano ancora dentro a festeggiare la scoperta. Ignaro di averli condannati a morte, Unknow esce sotto la pioggia.

#### Il sequestrato della Sierra
- Prima edizione: Il sequestrato della Sierra, collana Lo Sconosciuto n. 5, novembre 1975, Milano, Edizioni del Vascello
- Prima edizione in volume: Lo Sconosciuto: Haiti e Zahlè, collana I protagonisti di Orient Express n. 10, luglio 1985, Milano, L'Isola Trovata.

Port-au-Prince, Haiti. Giunto sull'isola in nave, lo Sconosciuto trova lavoro come cameriere presso la villa della facoltosa famiglia Sans-Souci. Raymond, il marito di Desire’E (figlia dell'anziana padrona di casa), è scomparso da qualche tempo, e la ragazza cerca conforto in oscure pratiche sciamaniche che le allevino il dolore e le accendano i sensi. Sorpreso mentre assiste a uno dei riti della donna, Unknow viene messo KO da Columbus, l'irreprensibile guardia del corpo di Desire’E, il quale lo fa portare via di casa in segreto, e lo fa abbandonare in una vallata fuori dalla città. 
Dopo alcune vicissitudini, qualche giorno dopo Unknow riesce a tornare a villa Sans-Souci, dove viene a sapere che Desire’E è scappata: si è scoperto infatti che Raymond era stato sequestrato da alcuni guerriglieri locali, i quali hanno chiesto alla famiglia un ingente riscatto; contro il parere della signora Sans-Souci, la ragazza è andata (assieme a Columbus) a trattare per la vita del marito. La madre (a cui Raymond non è mai piaciuto) chiede allo Sconosciuto, dimostratosi fino a quel momento un buon servitore, di andare a recuperare la figlia (dietro lauto compenso), e questi si convince anche grazie alle pressioni della polizia locale, che fa leva sulla sua situazione giuridica (Unknow non ha un permesso di lavoro). Gli agenti gli chiedono anche di portarsi dietro un registratore, con cui potrà raccogliere informazioni. Giunto alla diga nei pressi della quale dovrebbe trovarsi il campo dei guerriglieri (dall'ubicazione ignota), lo Sconosciuto si imbatte per caso in Columbus e nella sua protetta: dopo alcune incomprensioni, decidono di collaborare. 
Trovato il campo vi si infiltrano, ma vicino a una tenda Desire’E origlia una conversazione fra Raymond e sua sorella, Marie, che pensava fosse in un college negli USA: scopre che i due sono amanti, che Marie (che era sempre stata di simpatie comuniste) vorrebbe organizzare una rivoluzione ad Haiti (sull'esempio di quella castrista), e che il riscatto-farsa servirà proprio a finanziarla. Le cose si mettono male quando la polizia circonda il campo: Unknow si accorge di essere stato usato dalle autorità (nel registratore c’era una cimice), che volevano solo trovare i guerriglieri. Nel corso di una confusa sparatoria Desire’E, furiosa, crivella di proiettili Raymond e Marie – la quale, però, fa in tempo a sparare a sua volta alla sorella –, e lo Sconosciuto liquida Columbus, prima di prendere un elicottero e lasciare il campo, messo a ferro e fuoco dai poliziotti.

#### Vacanze a Zahlè
- Prima edizione: Vacanze a Zahlè, collana Lo Sconosciuto n. 6, gennaio 1976, Milano, Edizioni del Vascello
- Prima edizione in volume: Lo Sconosciuto: Haiti e Zahlè, collana I protagonisti di Orient Express n. 10, luglio 1985, Milano, L'Isola Trovata.

Beirut, Libano. In una città devastata dalla guerra civile, lo Sconosciuto attraversa in taxi i quartieri residenziali abbandonati, assieme ad altre persone. Quando l'autista del mezzo viene colpito da un cecchino, i passeggeri sono costretti a raggiungere a piedi la zona franca. Lungo la strada uno di loro viene preso da un proiettile vagante: Unknow lo carica in spalle, ma quando sono al sicuro entrambi si accorgono che la situazione è disperata. Riconoscente comunque per l'aiuto prestatogli, l'uomo, Zinoviev, prima di morire gli rivela di essere un giornalista, e gli dice che nella sua macchina fotografica c’è un finto rullino contenente informazioni militari, che il suo contatto palestinese di Zahlè pagherebbe a peso d’oro: gli chiede quindi di consegnarlo al posto suo.
Attratto dalla prospettiva di un facile guadagno, Unknow si aggrega a una comitiva di sprovveduti turisti europei diretta proprio a Zalhè. Giunto sul posto, lo Sconosciuto si mette in contatto il compratore, Khalaf, il quale gli propone in cambio del rullino una cifra di gran lunga inferiore a quella di cui parlava Zinoviev: non se ne fa niente. I due si rincontrano il giorno dopo in un piccolo villaggio fuori città: i superiori di Khalaf – solo un intermediario – hanno infatti alzato la posta, benché sia ancora troppo bassa. Proprio mentre i due discutono animatamente, una pattuglia di aerei israeliani sorvola il paesino e lo bombarda, facendo una strage. Khalaf se la prende con Unknow: nel rullino sono contenute informazioni grazie alle quali i palestinesi potranno costruire sistemi di contraerea, che se fossero stati attivati avrebbero permesso di evitare quella e tante altre carneficine del genere. Sconvolto e disgustato per lo spettacolo a cui ha assistito, lo Sconosciuto rifiuta la ricompensa e regala a Khalaf il rullino.
Sulla strada di ritorno per Zahlè, Unknow incontra un giovane autostoppista, di poche parole, proveniente dal villaggio distrutto: sentendosi particolarmente generoso e credendolo una delle vittime del bombardamento, lo carica in macchina e lo porta in città. Una volta arrivati lo invita a pranzare con sé, ma quando entrano nell'affollato ristorante l'uomo, un kamikaze, tira fuori una granata, pronto a immolarsi: lo Sconosciuto cerca di bloccarlo, ma quest’ultimo gli spara due colpi di pistola allo stomaco. La granata viene lanciata, causando numerose vittime tra cui una bambina. Accasciato in una pozza di sangue, Unknow apparentemente muore, mentre il terrorista viene linciato dalla folla inferocita e poi dato alle fiamme.

### Lo Sconosciuto racconta(1981)
Le due storie brevi pubblicate su giornale a cavallo del primo e del secondo ciclo (più la terza, Socco Chico – mai disegnata, ma della quale possediamo la sceneggiatura completa) sono caratterizzate dal fatto che in esse lo Sconosciuto non partecipa ai fatti. Sono narrate come se fossero raccontate al lettore da Unknow stesso, il quale ogni tanto commenta in maniera personale le situazioni che sta descrivendo.
Sono presumibilmente ambientate prima dei fatti di Vacanze a Zalhè.

#### Una partita impegnativa
- Prima edizione: Lo Sconosciuto racconta: Una partita impegnativa, quotidiani il Resto del Carlino e La Nazione, inserto Strisce e Musica nn. 16-27, 1 luglio-16 settembre 1981, Bologna, Poligrafici Editoriale.
- Prima edizione in volume: Traffici, collana Scosse n. 1, novembre 1990, Bologna, Granata Press,

#### Il volo del “Lac Leman”
- Prima edizione: Lo Sconosciuto racconta: Il volo del “Lac Leman”, quotidiani il Resto del Carlino e La Nazione, inserto Strisce e Musica n. 38, 16 dicembre 1981, Bologna, Poligrafici Editoriale.
- Prima edizione in volume: Traffici, collana Scosse n. 1, novembre 1990, Bologna, Granata Press.

### Il secondo ciclo di storie (1982-1983)
Le tre storie pubblicate per i tipi de L'Isola ritrovata sono decisamente più complesse per struttura e narrazione rispetto a quelle del ciclo originale. La presenza di Unknow si fa ancor più diradata, e così i personaggi secondari diventano paradossalmente quelli principali, a scapito del protagonista (il quale di fatto partecipa in maniera attiva solo nei momenti risolutivi delle vicende).
 La Fata dell'improvviso risveglio in realtà è poco più che un intermezzo (conta appena sette tavole), del quale Magnus si servì per “riportare in vita” il personaggio (dato per morto alla fine di Vacanza a Zahlè), e per aprire la strada alle nuove avventure di Unknow. Venne pubblicata dopo Full Moon in Dendera, benché si svolga a tutti gli effetti prima di quest’ultima.

#### La Fata dell'improvviso risveglio
- Prima edizione: La Fata dell’improvviso risveglio, rivista Orient Express n. 10, maggio 1983, Milano, L'Isola Trovata.
- Prima edizione in volume: Lo Sconosciuto: Full Moon in Dendera, collana I protagonisti di Orient Express n. 12, dicembre 1985, Milano, L'Isola Trovata.

Nazareth, Israele. Trasportato d’urgenza in uno dei migliori ospedali del Medio Oriente, Unknow, creduto morto dopo i fatti di Zahlè, viene miracolosamente salvato dagli esperti chirurghi della struttura che gli praticano una nefrectomia (asportazione di un rene). Dopo una breve e tranquilla degenza viene dimesso, e quando esce dalla clinica trova una macchina pronta a prelevarlo: il misterioso benefattore che ha pagato le sue costose cure è venuto a reclamare il conto.

#### Full Moon in Dendera
- Prima edizione: Full Moon in Dendera, rivista Orient Express nn. 1-4, giugno-settembre 1982, Milano, L'Isola Trovata.
- Prima edizione in volume: Lo Sconosciuto: Full Moon in Dendera, collana I protagonisti di Orient Express n. 12, dicembre 1985, Milano, L'Isola Trovata.

Il Cairo, Egitto. A pagare le cure dello Sconosciuto è stata la S.C.U.D.O., un'organizzazione segreta americana impegnata in varie operazioni di spionaggio e controspionaggio in tutto il mondo. I dirigenti, mr. Hogarth e mr. Sparks, stupiti dalle capacità che Unknow ha dimostrato a Zahlè, gli propongono di assumerlo, e il mercenario accetta. L'incarico è semplice ed è scelto apposta per testarlo: si tratta di fare da autista al professor Philippe Champollion, illustre egittologo francese. Costui fa parte del comitato scientifico della Morgan, una multinazionale americana che fra le sue varie attività filantropiche collaterali annovera anche l'organizzazione di mostre culturali, e che vorrebbe portare in America la mummia del faraone Ramses II “il Grande” per esporla ai visitatori paganti. La salma, a detta del mummiologo egiziano Zamelek, è tuttavia in cattive condizioni, e così Champollion approfitta della sua posizione di prestigio all'interno della Morgan e dei dissidi interni al comitato fra studiosi americani e francesi per porre il veto al trasferimento. Quella stessa sera Champollion si reca al museo per studiare alcuni papiri, ma viene rapito in circostanze misteriose: avrebbe dovuto incontrarsi il giorno seguente con Costantinos Fustakis, un collezionista greco che si reca comunque all'appuntamento e viene ucciso da due sicari.
Il commissario Neguib inizia ad investigare (mettendo subito in relazione la morte di Fustakis con il sequestro di Champollion), e così pure la S.C.U.D.O. – senza tuttavia l'appoggio di Unknow, visto che questi ha chiesto un permesso per una piccola crociera sul Nilo in compagnia di Golden “Goldsmith” Smith, anch’egli agente dell'organizzazione, con il quale ha stretto amicizia. Champollion viene trovato dopo qualche giorno dalla polizia fluviale, che ha intercettato una feluca che lo stava trasportando verso la villa di Fawaz Esfárezmi, una nota trafficante di reperti, la quale nel frattempo si è dileguata. Dopo un breve ricovero nell'ospedale di Luxor viene raggiunto da Neguib, il quale insiste per portarlo subito al Cairo: sulla strada tuttavia l'automobile viene assaltata da un gruppo di uomini, che uccidono il commissario e i suoi uomini, e rapiscono – di nuovo – Champollion. La S.C.U.D.O. a questo punto si mette in allerta e richiama Unknow e Goldsmith al dovere. 
Qualche giorno dopo viene scoperto il luogo in cui il professore viene tenuto, grazie alle onde radio emesse dalla radiolina che portava con sé, le quali vengono intercettate per caso da due turisti: è in un complesso abbandonato nei pressi del tempio di Hathor a Dendera, che viene subito posto sotto assedio dalle forze congiunte della polizia egiziana e della S.C.U.D.O. Nel corso di un'insanguinata notte di luna piena, i sequestratori vengono sgominati e Champollion tratto in salvo.
Tutti i nodi vengono al pettine: il professore e Fustakis avevano scoperto per conto loro un traffico illegale di reperti archeologici gestito dalla Esfárezmi; costei, in risposta alle indagini dei due, aveva ucciso Fustakis e sequestrato Champollion, che però era stato trovato dalla polizia. A questo punto si era intromesso nel gioco un altro elemento, ovvero il gruppo terroristico di matrice musulmana dei “Figli di Abele”, i quali avevano approfittato della scarsa sorveglianza prestata al professore a Luxor per rapirlo e ucciderlo in maniera esemplare (in quanto esponente della Morgan, multinazionale oppressiva e sfruttatrice). La S.C.U.D.O. festeggia la riuscita dell'operazione, mentre Unknow saluta la salma dell'amico Goldsmith, rimasto ucciso durante l'assalto notturno, e lascia l'Egitto in aereo.

#### L'uomo che uccise Ernesto "Che" Guevara
- Prima edizione: L'uomo che uccise Ernesto "Che" Guevara, rivista Orient Express nn. 12-18 e 20-21, luglio-dicembre 1983 e aprile-maggio 1984, Milano, L'Isola Trovata.
- Prima edizione in volume: Lo Sconosciuto: L'uomo che uccise Ernesto "Che" Guevara, collana I protagonisti di Orient Express n. 14, febbraio 1986, Milano, L'Isola Trovata.

Santa Cruz, Bolivia. Lo Sconosciuto è stato inviato assieme ad altri agenti dalla S.C.U.D.O. in Sudamerica per sovrintendere a un'operazione delicata e tutt'altro che legale, ovvero l'acquisto di una grossa partita di cocaina da parte di un cliente europeo: la protezione fornita verrà ben pagata, e la carenza di fondi della S.C.U.D.O. spinge Hogarth e Sparks ad accettare la proposta. La copertura di Unknow (che si fa chiamare "lo Svedese") prevede che si infiltri nelle locale sezione falangista del comandante Mascalchi, e che si serva della posizione privilegiata per allacciare i contatti fra la portavoce del cliente e i produttori. Lo stabilimento di stoccaggio della droga è in un vecchio zuccherificio di Rio Escondido, località nei pressi di Santa Cruz, ed è gestito dal viscido sovrintendente De Alcantara e da “El Lugubre”, un cocainomane violento e dal passato misterioso, il quale conduce in segreto anche alcuni traffici con la polizia locale; i rapporti fra i due sono tutt'altro che pacifici, visto che De Alcantara attribuisce alla dipendenza dalla cocaina i numerosi errori del collega, e vorrebbe sbarazzarsene.
La portavoce del cliente europeo è nientemeno che Eliza Gonçalves, sopravvissuta ai fatti di Marrakech (vedi Poche ore all'alba), la quale alloggia a Santa Cruz e si finge una giornalista. Per rendere credibile la sua copertura si reca a casa di Isabel – una giovane donna boliviana che da bambina aveva conosciuto El Lugubre (non ancora chiamato così), perseguitata politica e costretta dal governo a vivere lontano dalla sua famiglia –, per intervistarla a proposito dei numerosi soprusi del regime ai danni della popolazione. Quella sera Eliza incontra (o meglio, rincontra) Unknow, nel corso di una festa di gala a Santa Cruz, e i due fissano i termini della compravendita; lo Sconosciuto è certo di averla già incontrata da qualche parte, ma la lieve amnesia di cui ha sofferto a causa dell'incidente di Zahlè e il molto tempo passato hanno reso i ricordi offuscati.
Le vicende precipitano nei giorni seguenti: il comandante Mascalchi sospetta infatti che "lo Svedese" sia una talpa, e così lo imprigiona e lo fa torturare; anche Isabel, tenuta sotto controllo dai falangisti, è sequestrata dopo che i miliziani scoprono che ha concesso l'intervista alla Gonçalves. El Lugubre viene a sapere del suo rapimento nel corso di una notte tempestosa, durante la quale lo zuccherificio viene assaltato dal capitano della polizia, che vuole vendicarsi a seguito della mancata consegna di una partita.
Scopriamo la storia di El Lugubre nel corso di un flashback: anni prima, quando ancora utilizzava il suo vero nome, Alejandro Mosquera militava come medico nell'esercito boliviano, all'epoca impegnato in una vasta operazione per combattere la guerriglia comunista portata avanti da Ernesto "Che" Guevara. Il 8 ottobre 1967, alle 18:10, veniva data alla radio la notizia della sconfitta in combattimento del "Che"; e Mosquera, di stanza nella zona della cattura, veniva chiamato il giorno seguente per prestare soccorso ai feriti delle due parti. Il successivo ordine di giustiziare il capo guerrigliero viene eseguito imperfettamente dal sergente boliviano Mario Terán, e a Mosquera tocca dargli il colpo di grazia. "El Lugubre" nasce allora, dal rimorso per quell'azione disumana che cerca di lenire con la cocaina.
Sopravvissuto all'attacco della polizia, l'uomo ritrova la dignità, e dopo aver ucciso De Alcantara indossa la vecchia uniforme del "Che", trafugata al guerrigliero il giorno dell'omicidio 
– assieme ai suoi diari, che legge ogni notte –; raduna poi raduna i pochi uomini rimastigli fedeli per attaccare la sede dei falangisti, dove riesce a liberare non solo Isabel ma anche "lo Svedese", con il volto tumefatto per le torture subite. La vittoria dura poco, visto che i soldati si vendicano immediatamente, ponendo sotto assedio lo zuccherificio: congedati i suoi sottoposti, Mosquera tiene da solo a bada gli assalitori come un vero guerrigliero, e si fa saltare in aria assieme ai miliziani e all'edificio, mentre Unknow ed Eliza – che nel frattempo ha rivelato allo Sconosciuto di essere la stessa Eliza di Marrakech – scappano in aereo con il prezioso carico di droga.
La narrazione è intervallata da estratti in prosa tratti dai diari del "Che" e corredati da illustrazioni appropriate, che raccontano della disastrosa guerriglia in Bolivia, conclusasi con la cattura di Guevara stesso. Nella finzione del racconto, essi vengono letti da Mosquera durante le notti febbricitanti in cui è preda della cocaina.
Agli eventi Magnus aggiunge unicamente la figura di Mosquera: nella realtà il sergente boliviano Mario Terán dovrebbe aver ucciso il "Che" da solo (ma vedi anche: Cattura e uccisione di Che Guevara).

### Il terzo ciclo di storie (1996)
Più di dieci anni dopo l'apparente seconda conclusione dello Sconosciuto, Magnus decise di riprendere il suo più celebre personaggio per renderlo protagonista di una nuova serie. La rivista Comix (per la quale Magnus ebbe modo di pubblicare anche altri due fumetti, facenti parte della serie fantastica Strane Storie) richiedeva avventure brevi e fulminanti di circa sei tavole, e così Magnus iniziò a lavorare su sceneggiature più di concise rispetto a quelle a cui era abituato. In realtà la prematura morte gli permise di realizzare solo due storie complete: Riassunto (non una storia originale, ma un semplice rimaneggiamento delle ultime tavole de L’uomo che uccise Ernesto “Che” Guevara, utile a introdurre il personaggio ai nuovi lettori; pubblicata su Comix, anno V, n. 2, febbraio 1996, Comics S.r.l., Modena) e Nel frattempo, con la quale sarebbero dovute iniziare le nuove avventure dello Sconosciuto, ma che paradossalmente si rivelerà l'ultima storia della serie. Di una terza avventura, Lo spettro di Tezca, possediamo gli storyboard originali, ma di fatto non venne mai nemmeno matitata da Magnus.
 Tutte e tre le storie sono dedicate all'amico fraterno Bonvi, all'epoca morto da poco.

#### Nel frattempo
- Prima edizione: Nel frattempo, rivista Comix, anno V, n. 3, marzo 1996, Modena, Comics S.r.l.
- Prima edizione in volume: Lo Sconosciuto racconta: Traffici, collana Signori & Signore ecco a voi... n. 1, ottobre 1999, Bologna, Edizioni R.E.M.

a Washington, negli Stati Uniti. Il disastro di Rio Escondido ha avuto una notevole eco mediatica, e così la S.C.U.D.O. sta venendo pian piano smantellata dal governo. Arrivista come sempre, Hogarth è comunque riuscito a riciclarsi in una nuova posizione di potere, mentre Sparks non ha sopportato l'umiliazione e con grande dignità si è suicidato nel suo ufficio. 
La vigilia di Natale Unknow si reca presso uno studio dentistico per rifarsi la dentatura, completamente distrutta a seguito delle torture infertegli dai falangisti boliviani. L'intervento è un successo, e il mercenario sfoggia fieramente il sorriso rifatto mentre si reca da Hogarth per ritirare l'assegno pattuito per i servizi prestati in Bolivia. Il dirigente chiede allo Sconosciuto cosa farà adesso, e questi gli risponde che probabilmente inizierà a lavorare in proprio. Poi, sentendosi “vent’anni di meno” addosso, esce dall'edificio e si mette a correre nella notte, sotto la neve, felice di essere ancora vivo.

### Gli episodi incompiuti
Nel frattempo avrebbe dovuto rappresentare l'inizio della “terza vita” dello Sconosciuto, con un ciclo di racconti brevi da pubblicarsi su Comix; ma rimase di fatto l'ultima storia della serie a causa della morte prematura dell'autore. È noto tuttavia lo storyboard completo de Lo spettro di Tezca – titolo provvisorio, che nella versione finale sarebbe anche potuto diventare Lo spirito del Serpente Giaguaro – che meglio di Nel frattempo lascia intendere quale sarebbe potuto essere lo stile delle storie di quest’ultimo ciclo, brevi e caratterizzate da una maggiore presenza del protagonista, nuovamente un mercenario freelancer e libero dagli impegni della S.C.U.D.O.
La storia è ambientata a Tehuantepec, in Messico. I protagonisti sono i coniugi Robert e Dorothy O’Flaherty, entrambi archeologi, che si sono recati lì per mettere fine a un'ossessione di Dorothy: già tempo prima avevano infatti preso parte a una campagna di scavi nella zona, durante la quale Dorothy era rimasta traumatizzata dopo che vide – così sostiene – lo spettro di Tezca, un personaggio del folklore locale. Unknow li ha seguiti fingendosi amico di vecchia data di Dorothy, ma è in realtà stato ingaggiato dal padre di lei per proteggerla. E in effetti svolge bene il suo incarico: lo Sconosciuto ferma appena in tempo Robert, il quale – stufo del matrimonio – cerca di uccidere la donna fingendosi lo spettro e sfruttando le sue paure. La storia si risolve per il meglio: Robert viene arrestato, e il padre di Dorothy riporta a casa la figlia, sana e salva.

## Episodi de Le nuove avventure

### Le luci dell'Ovest
Pubblicato nel novembre del 2019, scritto da Daniele Brolli, disegnato da Davide Fabbri e Christian Dalla Vecchia, vede Unknow nella Berlino Est del 1987 dopo essere fuggito da New York in seguito allo scioglimento dello SCUDO.

### I segreti e le colpe
Pubblicato nell'aprile del 2022, scritto da Daniele Brolli, disegnato da Davide Fabbri, prosegue le vicende di Unknow nella Berlino Est del 1987.

### Far sanguinare l'elefante lentamente mentre muore
Pubblicato nell'ottobre del 2024, scritto da Daniele Brolli e disegnato da Andrea Borgioli.